# Cavernas Schmerling
As Cavernas Schmerling (também conhecidas como Grottes d'Engis, que significa Cavernas de Engis) são um grupo de cavernas localizadas na Valônia, na margem direita do riacho chamado de Awirs, perto da vila de Awirs em Flémalle, Bélgica. As cavernas são notáveis por seus achados anteriores de fósseis, principalmente de hominídeos. Eles foram explorados em 1829 por Philippe-Charles Schmerling, que descobriu, na caverna inferior, os restos mortais de dois indivíduos, um dos quais, agora conhecido como Engis 2, era um fóssil do primeiro Neandertal já encontrado; o outro era um homo sapiens neolítico.